# Juvenal Santillo
Juvenal Santillo (Sao Paulo, 22 ottobre 1910 – ...) è stato un calciatore brasiliano, di ruolo difensore.

## Caratteristiche tecniche
Giocava nel ruolo di terzino sinistro.